# Некрасовка (Ростовская область)
Некра́совка — хутор в Неклиновском районе Ростовской области.
Входит в состав Самбекского сельского поселения.

## Население
| 2010 |
| ---- |
| 167  |

## Улицы
- пер. Молодёжный,
- пер. Северный,
- пер. Школьный,
- пер. Южный,
- ул. Центральная.